# オートルート A4
オートルート A4（Autoroute française A4, 高速道路A4号線）は、フランスのオートルートの1つ。オートルート・ド・レスト、高速道路東線 (autoroute de l' Est) の別名でも呼ばれる。パリからランス、メスを経由し、ストラスブールにつなぐ。欧州自動車道路E50号線とE25号線の一部でもある。
高速道路A4号線はパリとバンリューをつないでおり、RER A線とともにマルヌ＝ラ＝ヴァレをつなぐ2本の軸を担っている。ディズニーランド・パリへもつながっている。フランス北東部の主要都市へつながっているほか、南ドイツへもつながっている。
1970年代にパリ郊外へ向けて建設が始まった。1974年当初はポルト・ド・ベルシー-ジョアンヴィル＝ル＝ポン間は双方向とも1車線しかなかったが、後に2車線となった。

## 経路
- パリ環状線と接続
- 1 イヴリー＝シュル＝セーヌ（Ivry-sur-Seine）
- 2 シャラントン＝ル＝ポン（Charenton-le-Pont）
- 3 メゾン＝アルフォール＝アルフォールヴィル（Maisons-Alfort-Alfortville）
- A86号線と接続。
- 4 サン＝モール＝デ＝フォッセ＝サン＝モール＝デ＝フォッセ（Saint-Maur-des-Fossés-Joinville-le-Pont）
- A86号線と接続。
- 5 ノジャン＝シュル＝マルヌ＝ル・ペルー＝シュル＝マルヌ（Nogent-sur-Marne-）
- 6 シャンピニー＝シュル＝マルヌ＝ブリ＝シュル＝マルヌ（Champigny-sur-Marne-Bry-sur-Marne）
- 8 マルヌ＝ラ＝ヴァレ＝ノワジー＝ル＝グラン＝ヴィリエ＝シュル＝マルヌ（Marne-la-Vallée-Noisy-le-Grand-Villiers-sur-Marne）
- 9 ノワジー＝ル＝グラン（Noisy-le-Grand）
- 10 シェル＝シャン＝シュル＝マルヌ（Chelles-Champs-sur-Marne）
- 国道N314号線と接続。
- 10.1 ヴァル・モービュエ・シュド（Val Maubuée sud）
- A1104号線と接続。
- 12 マルヌ＝ラ＝ヴァレ・ヴァル・ド・ビュシー、ビュシー＝サン＝ジョルジュ、フェリエールザン＝ブリ（Marne-la-Vallée Val de Bussy , Bussy-Saint-Georges, Ferrières-en-Brie）
- 12.1 マルヌ＝ラ＝ヴァレ・ヴァル・ド・ユロップ、モンテヴラン、地域産業センター（Marne-la-Vallée Val d’Europe, Montévrain, Centre Commercial Régional）
- 13 マルヌ＝ラ＝ヴァレ・ヴァル・ド・ラニー、プロヴァン、セリ（Marne-la-Vallée Val de Lagny, Provins, Serris）
- 14 マルヌ＝ラ＝ヴァレ・ヴァル・ド・エウロペ、ウォルト・ディズニー・スタジオ・パーク（Marne-la-Vallée Val d’Europe , Parcs Disney）
- クテヴルー料金所（Coutevroult）
- 15 クテヴルー（Coutevroult）
- 16 クレシー＝ラ＝シャペル（Crécy-la-Chapelle）
- 17 モー（Meaux）、A140号線と接続。
- 18 サン＝ジャン＝レ＝デュー＝ジュモー（Saint-Jean-les-Deux-Jumeaux）
- 19 モントルイユ＝オ＝リオン（Montreuil-aux-Lions）とモントルイユ料金所
- 20 シャトー＝ティエリ（Château-Thierry）
- 21 ドルマン（Dormans）
- A26号線と接続。
- オルム料金所（Ormes）
- 22 ランス＝タンクー＝ランス中央＝アンシェンヌ（Reims - Tinqueux /Reims-centre/ancienne）
- 23 エペルネー/シャンフルーリ/ムリニー（Épernay / Champfleury / Murigny）
- 24 タンクー、カテドラル、ヴィトリー＝レ＝ランス（Tinqueux, Cathédrale, Witry-lès-Reims）出口グループ、A34号線と接続。
- A26号線と接続。
- 27 ラ・ヴーヴ（La Veuve）
- 28 サン＝テティエンヌ＝オ＝タンプル（Saint-Étienne-au-Temple）
- 29 サント＝ムヌー（Sainte-Menehould）
- 01.29 クレルモン＝アン＝アルゴンヌ（Clermont-en-Argonne）2006年10月27日に開通
- 30 ボワ・サクレー（Voie sacrée）
- 31 ヴェルダン（Verdun）
- 32 フレンヌ＝アン＝ヴォエヴル（Fresnes-en-Woëvre）
- 33 ジャルニー（Jarny）
- ボーモン料金所（Beaumont）
- 34 サント＝マリー＝オー＝シェンヌ（Sainte-Marie-aux-Chênes）
- 35 マランジュ＝シルヴァンジュ（Marange-Silvange）
- 36 スメクール（Semécourt）
- A31号線と接続。
- 37 アルガンシー（Argancy）
- A314号線とA315号線に接続。
- 38 ブレ＝モゼル（Boulay-Moselle）
- サン＝タヴォル料金所（Saint-Avold）
- 39 サン＝タヴォル（Saint-Avold）
- 40 フレマン＝メルルバック（Freyming-Merlebach）、A320号線と接続。
- 41 ファレベルスヴィレ（Farébersviller）
- ルペルシューズ料金所（Loupershouse）
- 41.1 ピュトランジュ＝オー＝ラック（Puttelange-aux-Lacs）
- 42 サルグミーヌ（Sarreguemines）
- 43 サール＝ユニオン（Sarre-Union）
- 44 ファルスブール/サールブール（Phalsbourg / Sarrebourg）
- 45 サヴェルヌ（Saverne）
- シュヴィントラッツハイム料金所（Schwindratzheim）
- 46 オクフェルダン（Hochfelden）
- 47 ブリュマト北（Brumath-nord）
- 48 ブリュマト東（Brumath-sud）
- 49 ライクステット（Reichstett）
- 49.1 エナイム（Hoenheim）
- 50 ビシュアイム（Bischheim）
- 51 ストラスブール中央（Strasbourg-centre）

## 欧州自動車道路
パリ環状線からオーコンクール十字交差路（Croix de Hauconcourt）までは欧州自動車道路E50号線に、オーコンクール十字交差路からストラスブールまでは欧州自動車道路E25号線に指定されている。